# Jeff Wincott

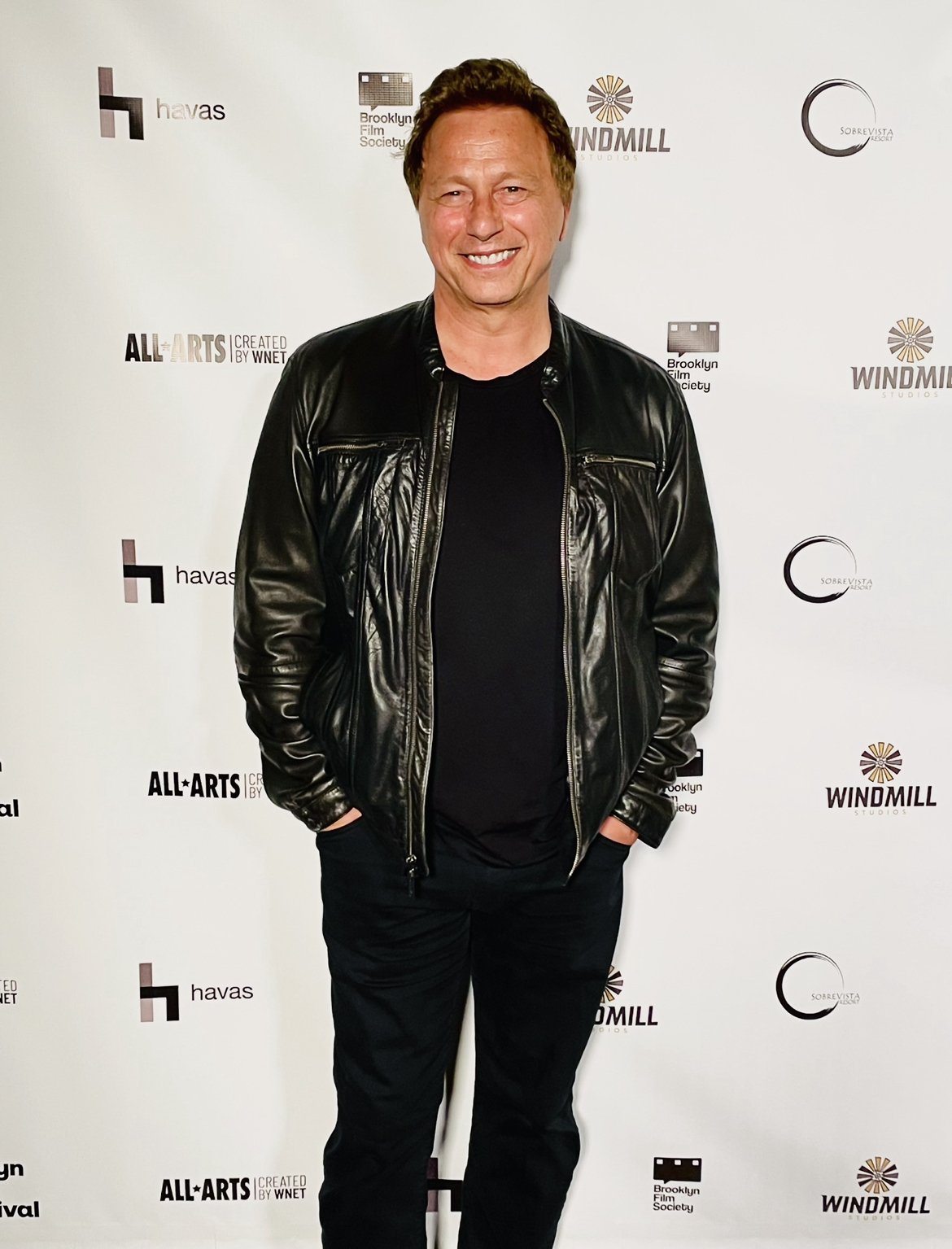
Jeff Wincott (2021)

Jeffrey Howard Piero Wincott (* 8. Mai 1956 in Toronto) ist ein kanadischer Schauspieler.

## Leben
Jeff Wincott wurde als Sohn eines englischen Amateurboxers und einer aus Piacenza stammenden Italienerin in Toronto geboren und wuchs im dortigen östlichen Stadtteil Scarborough auf. Er hat zwei Brüder, wovon einer der zwei Jahre jüngere Schauspieler Michael Wincott ist. Wincott war in seiner Jugend Wettkampfschwimmer und begann im Alter von 15 Jahren mit Taekwondo. Über ein Schwimmstipendium studierte er zwei Jahre lang Schauspielerei an der Ryerson University.
Ab Ende der 1980er Jahre wirkte Wincott in unterschiedlichen Film- und Fernsehproduktionen als Nebendarsteller mit, bevor er in der Rolle des Detective Frank Giambone in der kanadischen Krimiserie Nachtstreife seinen Durchbruch feierte. Er spielte sie in 96 Folgen von 1985 bis 1989 und wurde ein Mal für den kanadischen Filmpreis Gemini Award als Bester Seriendarsteller nominiert.
Anfang der 1990er Jahre spielte er, insbesondere durch seien Kampfsporterfahrung, in unterschiedlichen Actionfilmen mit. So war er in der Nebenrolle des Sgt. Eric Devreaux in Universal Soldier 2 – Brüder unter Waffen und Universal Soldier 3 – Blutiges Geschäft zu sehen. Die meisten dieser Filme waren Direct-to-Video-Produktionen.
Wincott ist seit 2003 mit der Filmemacherin Charlotte Wincott verheiratet. Beide haben einen gemeinsamen Sohn. Zusammen gründeten sie 2019 mit Hollow Metropolis Films ihr gemeinsames Filmproduktionsunternehmen. Mit The Issue with Elvis erschien 2022 der erste produzierte Langspielfilm, in dem er unter der Regie seiner Frau an der Seite seines Sohnes spielte. Für seine Darstellung erhielt Wincott mehrere Auszeichnungen als Bester Schauspieler auf unterschiedlichen Filmfestivals, darunter dem Toronto Beaches Film Festival und dem Montgomery International Film Festival.

## Filmografie
- 1980: Prom Night – Die Nacht des Schlächters (Prom Night)
- 1985–1989: Nachtstreife (Night Heat, Fernsehserie, 96 Folgen)
- 1986: Finish – Endspurt bis zum Sieg (The Boy in Blue)
- 1989: Matlock (Fernsehserie, zwei Folgen)
- 1992: Martial Law III – Tödliches Komplott (Mission of Justice)
- 1992: Tödliche Wette (Deadly Bet)
- 1997: Leichenschmaus am Hochzeitstag (The Undertaker’s Wedding)
- 1998: Universal Soldier 2 – Brüder unter Waffen (Universal Soldier II: Brothers in Arms)
- 1998: Universal Soldier 3 – Blutiges Geschäft (Universal Soldier III: Unfinished Business)
- 2000: Mission Erde – Sie sind unter uns (Earth: Final Conflict, Fernsehserie, eine Folge)
- 2000–2002: Relic Hunter – Die Schatzjägerin (Relic Hunter, Fernsehserie, zwei Folgen)
- 2003: JAG – Im Auftrag der Ehre (JAG, Fernsehserie, eine Folge)
- 2003: S.W.A.T. – Die Spezialeinheit (S.W.A.T.)
- 2008: The Wire (Fernsehserie, eine Folge)
- 2010: Unstoppable – Außer Kontrolle (Unstoppable)
- 2011: Person of Interest (Fernsehserie, eine Folge)
- 2012: Good Wife (Fernsehserie, eine Folge)
- 2016: The Night Of – Die Wahrheit einer Nacht (The Night Of, Fernsehserie, vier Folgen)
- 2022: The Issue with Elvis